# Ecromeximab
L'ecromeximab è un anticorpo monoclonale di tipo chimerico sviluppato per il trattamento del melanoma maligno.
Questo farmaco è stato sviluppato dalla Kyōwa Hakko Kogyo Co. , Ltd.
Il farmaco agisce sull'antigene GD3 ganglioside.

### Ecromeximab
- (EN) USP dictionary of USAN and international drug names, United States Pharmacopeial Convention, Inc., 2007,  pp. 1092–, ISBN 978-1-889788-52-4.